# Steinreihe von Stalldown
Die Steinreihe von Stalldown (auch The Cornwood Maidens genannt) ist eine über 500 m lange Steinreihe nordöstlich von Cornwood, bei Ivybridge in Devon in England. Die meisten der für Dartmoor sehr massiven Steine sind umgefallen.

## Beschreibung
Die 859 m lange, nord-süd-orientierte Steinreihe erstreckt sich mehrheitlich über die südlichen Hänge des Stalldon Barrow. Das nördliche Ende liegt auf der Nordseite. Das nördliche Ende bilden vier über 2,0 Meter hohe Steine, die noch stehen, mit zwei weiteren Platten, die umgefallen sind. Die vier großen Steine sind aus der Ferne über dem Moor gut zu sehen. Der Rest der Reihe besteht aus Steinen, die meist etwa einen Meter hoch sind, einige sind etwas größer.
Die Reihe ist weder gerade noch ist der Steinabstand sehr regelmäßig. Eventuell handelt es sich sogar um zwei Reihen, die sich an einem runden Cairn von etwa 5,0 Metern Durchmesser treffen, denn zwei große Säulen stehen auch am südlich Ende der Reihe. Die nördliche Reihe beginnt an der Mitte des Cairns, während die südliche neben der Westseite des Cairns beginnt. Ihr unterer Teil scheint an einer großen Platte zu enden, aber es ist möglich, dass die Reihe mehrere hundert Meter weiter zu einem anderen Cairn führte, denn vergrabene Steine, die Teil der Reihe gewesen sein können, sind noch zu finden.
Die heutige Reihe ist das Ergebnis einer um 1897 erfolgten  „Wiederherstellung“. Somit ist es möglich, dass die Ausrichtung der beiden Teilstücke kein Originalmerkmal ist.
Abgesehen von dem runden Cairn neben der Reihe in der Nähe des Gipfels des Hügels gibt es andere Cairns auf dem Hügel, von denen einige zentral angeordnete Steinkisten besitzen.

## Datierung
Die 2004 entdeckte Steinreihe am Cut Hill im nördlichen Dartmoor in Devon in England ist die erste, die datiert werden konnte. Der Torf unter Stein 1 wurde mit der Radiokarbonmethode auf kalibriert 3700–3540 v. Chr. datiert, der Torf darüber auf kalibriert 2476–2245 v. Chr.